# Reda
Redaⓘ (em cassúbio: Réda, em alemão: Rheda) é uma cidade cassúbia no norte da Polônia. Pertence à voivodia da Pomerânia, no condado de Wejherowo, localizada no vale proglacial Reda-Łeba, no rio Reda. É uma das cidades da Pequena Tricidade da Cassúbia e parte da aglomeração da Tricidade.
Foi uma vila real no estarostado de Puck da voivodia da Pomerânia, na segunda metade do século XVI. Entre 1975 e 1998, a cidade pertenceu administrativamente à voivodia de Gdansk; a área imediatamente adjacente a ela forma uma comuna rural. Como uma das comunas, ela faz parte da União Comunal de Comunas “Vale dos rios Reda e Chylonka”.
O desenvolvimento muito rápido de Reda, no final do século XX, estava ligado à construção de um conjunto habitacional de blocos de apartamentos para funcionários da Usina Nuclear “Żarnowiec”, em construção entre 1982 e 1990.
Estende-se por uma área de 33,5 km², com 28 866 habitantes, segundo o censo de 31 de dezembro de 2024, com uma densidade populacional de 863 hab./km².

## Localização
Reda fica no vale proglacial Reda-Łeba, entre as terras altas arborizadas de Kępa Pucka e do distrito do lago Cassúbio. A leste da cidade, há uma vasta planície chamada Moście Błota e, ao norte, Kępa Rekowska. Importantes rotas de transporte rodoviário e ferroviário passam pela cidade.

### Divisão administrativa
- Betlejem
- Reda Główna
- Ciechocino
- Marianowo
- Moście Błota
- Conjunto habitacional Przy Młynie
- Pieleszewo
- Rekowo Dolne

## Meio ambiente
Segundo dados de 2006, na cidade, 8,76 km² (29,75%) são cobertos por terras agrícolas e 15,45 km² (52,46%) são florestas.

### Geologia
A cidade se beneficia das captações de água do Pleistoceno e do Terciário.

### Recursos hídricos
O rio Reda flui pela cidade. Ele passa sob o vilarejo de Strzebielino Morskie e, em seguida, serpenteia ao longo do fundo de uma depressão chamada Vale Proglacial Reda-Łeba até a Baía de Puck. Essa depressão foi criada no final da época do Pleistoceno pela água de degelo glacial que flui para o oeste. Em períodos posteriores, após a formação de uma soleira perto de Strzebielin, que cortava o vale proglacial, o rio Reda virou para o leste, enquanto as águas do rio Łeba que corriam na parte oeste do vale proglacial mantiveram a direção do fluxo pós-glacial.
O rio Reda é caracterizado por níveis de água bastante altos no inverno e no início da primavera, causando inundações. A largura do rio no nível do lençol freático, ao nível médio, na seção intermediária de seu curso, é de 10 a 12 m. A leste da cidade de Reda, o rio termina seu curso com um canal e deságua na Baía de Puck, entre Rewa e Osłonino. No passado, ele era usado para fins de transporte e agora é usado para recreação (canoagem).

### Natureza
As áreas norte e oeste de Reda são cobertas pela floresta Darżlubska, com pinheiros, piceas, carpinos, faias e, com menos frequência, lariços, bétulas e bordos. Florestas semelhantes, que cobrem as áreas sudoeste da cidade, estão nos limites do Parque Paisagístico da Tricidade, sendo protegidas. A parte leste da área é ocupada por prados de turfa com pequenos bosques aqui e ali, acrescentando variedade à paisagem.
O alto grau de pureza das águas do rio Reda cria condições de vida para muitas espécies de peixes, especialmente a truta-de-riacho (Salmo trutta fario), a truta-marinha (Salmo trutta trutta) e o grayling (Thymallus thymallus). Ao longo das margens do rio, há interessantes moitas de angélica costeira halófila, que chegam a dois metros de altura, e juncos semi-halófilos com junco costeiro.

## História
- 1357 — menção no contrato de fundação de Grężlewo, um assentamento existente sob a Lei de Chełm na atual área de Reda
- 1358 — ocorrência de um assentamento com o nome de Granslaw
- 1398 — mudança do nome Granslaw para Granissow ou Granslow
- 1400 — o assentamento foi renomeado para Redau
- 1433 — o nome Redau é alterado para Reda
- 1500 — o vilarejo passa a se chamar permanentemente Reda, em homenagem ao rio em que está situado
- 1627–1628 — confisco dos bens dos camponeses das aldeias de Reda, Ciechocino e Pieleszewo pelas tropas do coronel Jan Lanckoroński
- 1635 — concessão do privilégio de aldeia ao administrador da aldeia de Reda, Szymon Borsch, pelo rei Ladislau IV Vasa
- 1656–1660 — pilhagem e devastação da aldeia durante o Dilúvio Sueco
- 1767 — emissão de um estatuto para o estarostado de Puck pelo prefeito Ignacy Przebendowski
- 1772 — Reda fica sob o domínio da monarquia prussiana como resultado da Primeira Partição da Polônia
- 1870 — a linha ferroviária passa pelo vilarejo
- 1891 — assinatura de um ato prussiano relativo ao governo local na área de Reda
- 1892 — Reda tem 832 habitantes. 734 cassúbios (715 católicos e 19 evangélicos) e 98 alemães (27 católicos e 71 evangélicos).[5]
- 1903 — conclusão da construção da igreja paroquial da Assunção da Bem-Aventurada Virgem Maria
- 1908 — fundação de uma empresa privada que abre uma fábrica de tijolos em Reda, produzindo tijolos de silicato
- 1913 — Em Reda há uma olaria, um moinho, uma serraria, 5 pousadas, 3 lojas de comida colonial, 3 ferreiros (Albert Hubrich, Jaskulski, Josef Merten), 2 açougueiros (Franz Pulkowski, Johann Grzegowski), 2 padeiros (irmãos Burau, Franz Skawski), uma fábrica de roupas com uma loja (Wilhelm Busse), uma papelaria (também W. Busse), uma loja de ferragens e construção (J.R. Block), 2 sapateiros (Bernahrd Foit, Josef Rutowski), 2 carpinteiros de rodas (Johann Hans, Anton Labuhn).[6]
- 1920–10 de fevereiro, o exército polonês da Frente da Pomerânia entra em Reda; a administração local é transferida para os poloneses
- 1923 — (outubro) outra onda de greves envolvendo as madeireiras próximas, entre outras em Reda
- 1934–1935 — modernização da estrada de brita entre Gdansk e Koszalin, incluindo a colocação de uma superfície de asfalto entre Rumia e Lębork
- 1939–9 de setembro — ocupação alemã de Reda
- 1945–12 de março — ocupação de Reda por unidades do 8.º Corpo Mecanizado de Guardas do 1.º Exército Blindado de Guardas e do 40.º Corpo de Fuzileiros de Guardas do 19.º Exército da Segunda Frente Bielorrussa e por unidades da 1.ª Brigada Blindada Polonesa Bohaterów Westerplatte.[7]
- 1949 — conclusão da linha férrea da Chylonia até Reda
- 1955 — em 1 de janeiro, o Conselho Nacional de Gromadzka é criado em Reda, abrangendo, além de Reda: Ciechocino, Pieleszewo e a fazenda estatal Kąpino; Alfons Wesołka torna-se presidente do Presidium do Conselho Nacional de Gromadzka
- 1956-1 de janeiro — Reda recebe os direitos de assentamento; o nome Conselho Nacional de Gromadzka é alterado para Conselho Nacional de Osiedlowa
- 1957 — comissionamento do segundo trilho entre Reda e Wejherowo para acomodar trens elétricos
- 1967 — Reda recebeu direitos de cidade em 1 de janeiro
- 1969 — Alfons Wesołka deixa de ocupar o cargo de Presidente do Presidium do Conselho Nacional Municipal
- 1972 — entrada em funcionamento da estação ferroviária de Reda Pieleszewo
- 1974 — fundação do Centro Municipal de Esportes e Lazer em Reda
- 1974–1975 — construção do cemitério municipal; colocação da segunda faixa de rodagem da fronteira de Gdynia até Reda; construção de uma ponte, cruzamento de estradas para Puck e Wejherowo, viaduto sob os trilhos da ferrovia e duas faixas de rodagem para Wejherowo
- 1990 — primeiras eleições locais livres do pós-guerra. A primeira prefeita da cidade, Barbara Brzezińska-Lacka, assume o cargo
- 1996–19 de agosto — adoção do brasão de armas e da bandeira da cidade de Reda como um desenho válido
- 1998 — a vila de Rekowo Dolne é incorporada às fronteiras administrativas da cidade
- 2010
  - 1 de janeiro — o assentamento de Most Błota foi incorporado às fronteiras administrativas da cidade
  - Início da construção de uma estrada entre Rumia e Reda (custo: mais de 80 milhões de PLN) para aliviar o congestionamento na estrada nacional n.º 6[8]
  - Início da construção da maior instalação de esportes e recreação da Polônia, chamada AquaSfera[9]
- 2013
  - 1 de outubro — inauguração do Centro Cultural Municipal em Reda
- 2015
  - 17 de julho — conclusão da construção da rua Morska, ligando Rumia e Reda
- 2017
  - Março — pesquisa arqueológica na área das ruas Grażyny Bacewicz e Fryderyka Chopina (sítio arqueológico Reda 11). Descoberta de um forno de fossa (estrutura de pedra) e fragmentos de cerâmica do início da Idade do Ferro.[10]

## Demografia
Conforme os dados do Escritório Central de Estatística da Polônia (GUS) de 31 de dezembro de 2024, Reda é uma cidade pequena com uma população de 28 866 habitantes (14.º lugar na voivodia da Pomerânia e 151.º na Polônia), tem uma área de 33,5 km² (7.º lugar na voivodia da Pomerânia e 157.º lugar na Polônia) e uma densidade populacional de 863 hab./km² (28.º lugar na voivodia da Pomerânia e 375.º lugar na Polônia). Entre 2002–2024, o número de habitantes aumentou 64,7%.
Os habitantes de Reda constituem cerca de 12,53% da população do condado de Wejherowo, constituindo 1,22% da população da voivodia da Pomerânia.
| Descrição                         | Total      | Total    | Mulheres   | Mulheres | Homens     | Homens   |
| --------------------------------- | ---------- | -------- | ---------- | -------- | ---------- | -------- |
| unidade                           | habitantes | %        | habitantes | %        | habitantes | %        |
| população                         | 28 866     | 100      | 14 634     | 50,7     | 14 232     | 49,3     |
| área                              | 33,5 km²   | 33,5 km² | 33,5 km²   | 33,5 km² | 33,5 km²   | 33,5 km² |
| densidade populacional (hab./km²) | 863        | 863      | 437,5      | 437,5    | 425,5      | 425,5    |

## Administração

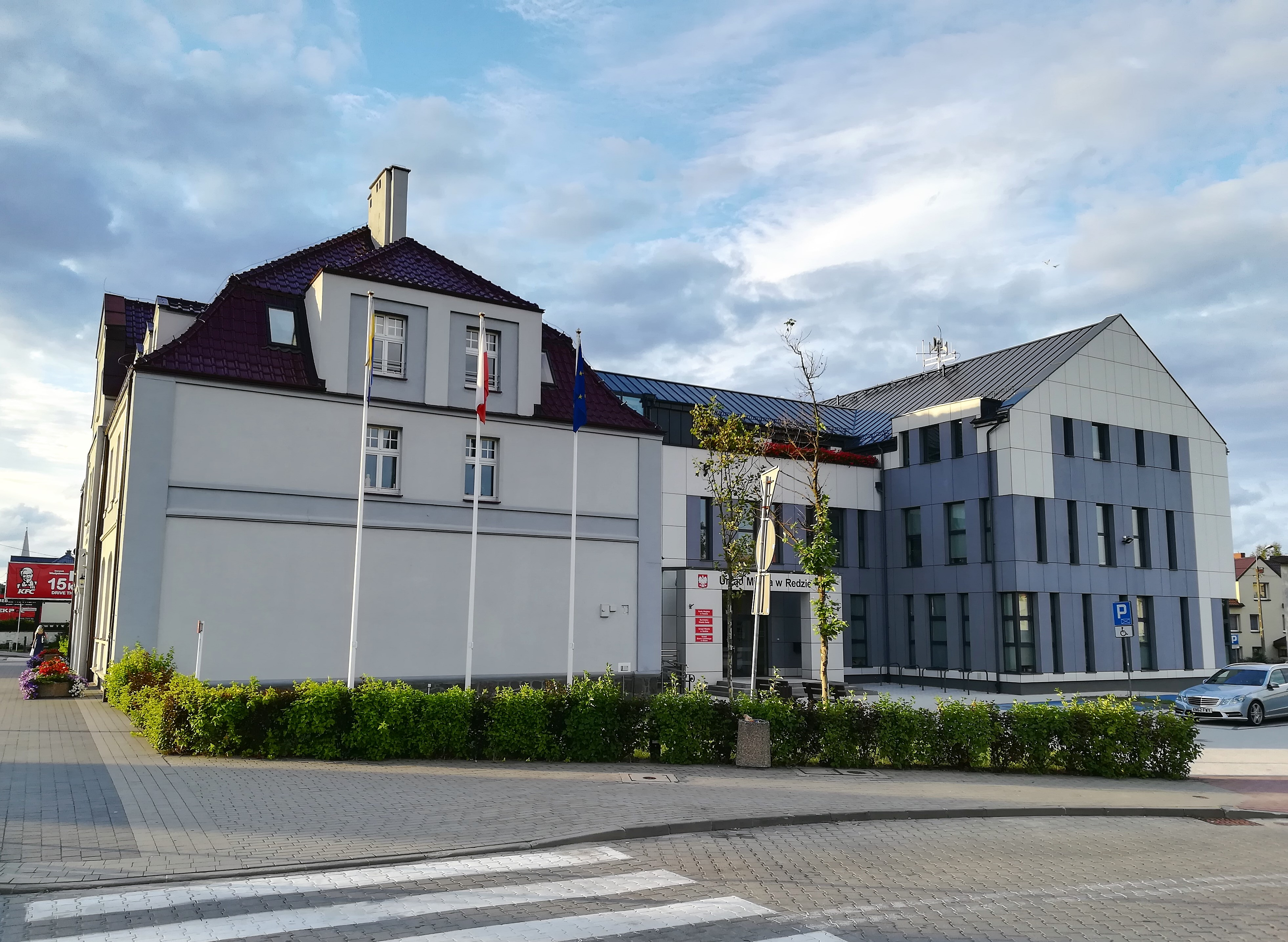
Prefeitura

Reda é uma comuna urbana. Os habitantes da cidade elegem 21 conselheiros para o conselho municipal. O órgão executivo da cidade é o prefeito. Reda pertence à Associação Comunitária de Comunas do “Vale dos rios Reda e Chylonka”.

## Economia
Segundo os dados de 30 de junho de 2009, Reda tinha 619 residentes desempregados registrados no escritório de trabalho do condado.

## Transporte

### Estradas provinciais
- Estrada provincial n.º 216 — rua Puck, de uma pista
- Estrada provincial n.º 468 (antiga estrada nacional n.º 6) — ruas Gdańska e Wejherowska, de duas pistas

### Transporte coletivo

#### Trens
Os trens das linhas ferroviárias n.º 202 e n.º 213 passam por Reda e os passageiros podem dispor de três estações:
| Nome            | Foto | Linhas ferroviárias | Tipos de transporte                                                             | Número de passageiros por dia |
| --------------- | ---- | ------------------- | ------------------------------------------------------------------------------- | ----------------------------- |
| Reda            |      | 202 213             | Ferrovias Estatais Polonesas, Polregio, Ferrovia Urbana Rápida PKP na Tricidade | aproximadamente 8 500         |
| Reda Rekowo     |      | 213                 | Polregio                                                                        | 100 – 149                     |
| Reda Pieleszewo |      | 202                 | Ferrovia Urbana Rápida PKP na Tricidade                                         | 1500–2000                     |

#### Ônibus urbanos

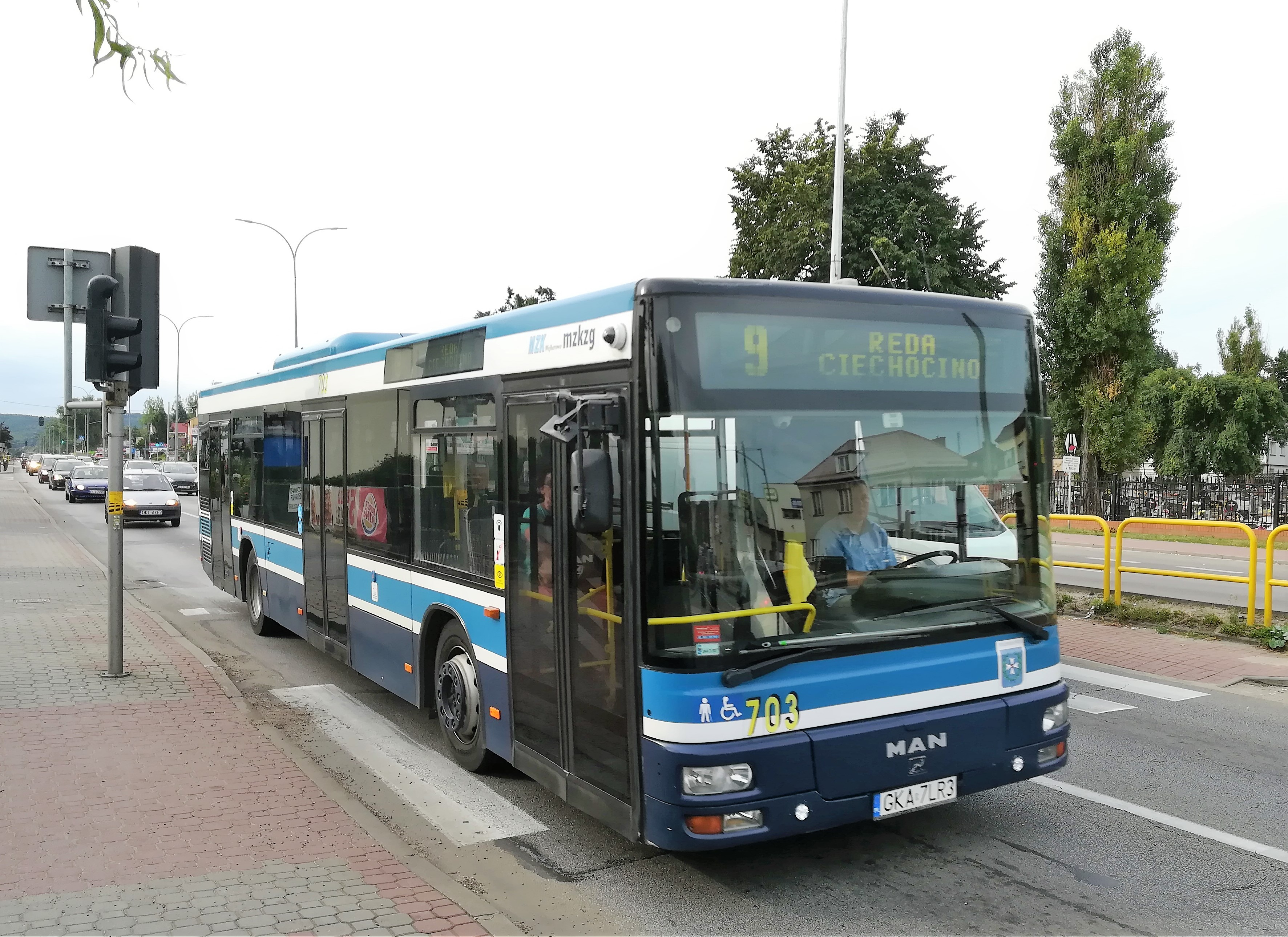
Linha de ônibus 9 (MZK Wejherowo)

Reda é servida em 2022 por 7 linhas de ônibus: 4 pertencentes à MZK Wejherowo e 3 pertencentes à ZKM Gdynia.

#### Ônibus regionais
Três linhas organizadas pela PKS Gdynia passam atualmente por Reda: a 650 de Gdynia para Karwia, a 651 de Gdansk para Karwia (mas não para em Reda) e a 656 de Rumia para Puck.

## Turismo

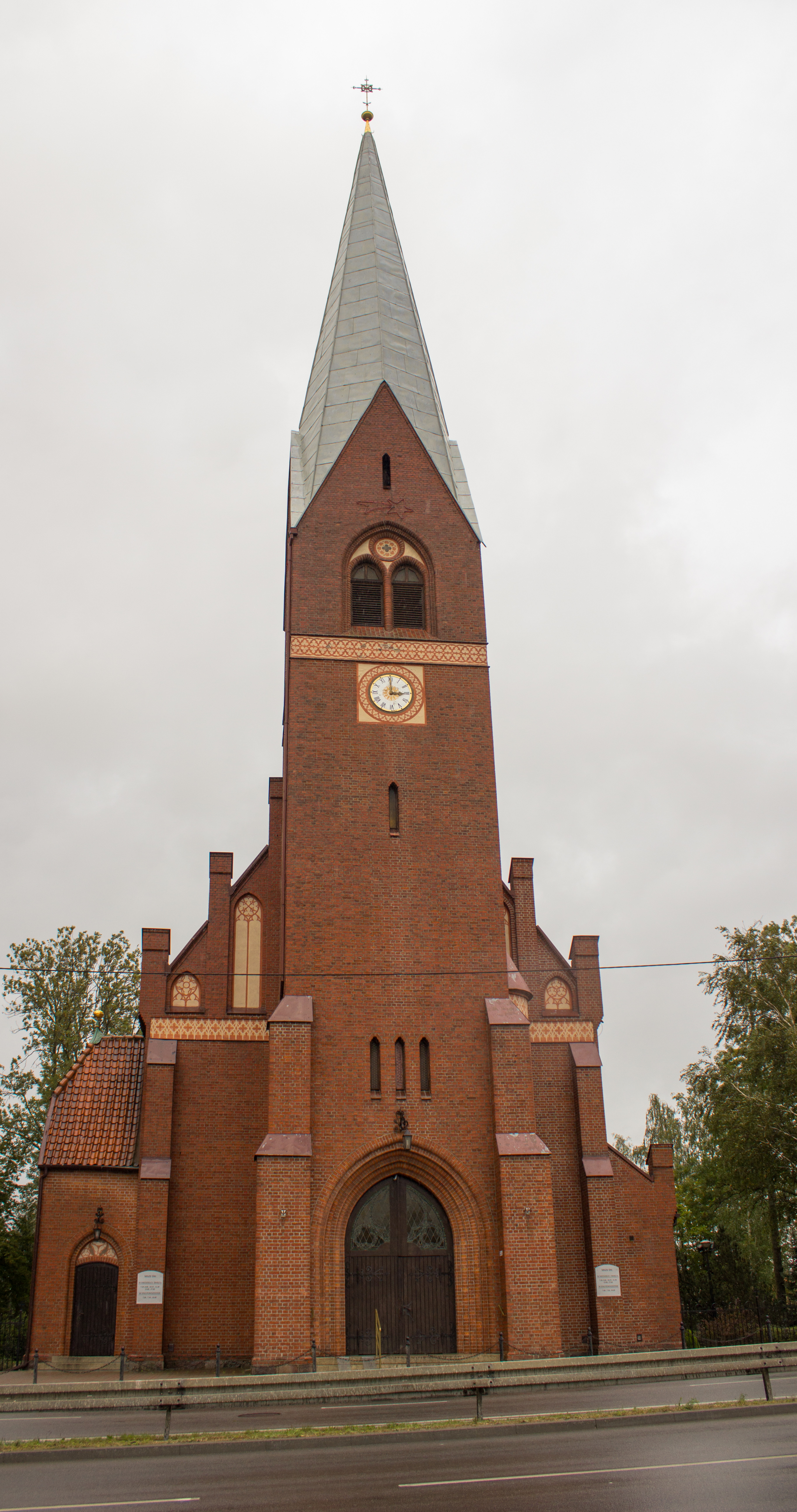
Igreja paroquial da Assunção da Bem-Aventurada Virgem Maria (anteriormente Santa Catarina)

Informações turísticas em Reda podem ser obtidas na Biblioteca Pública Municipal.
O único monumento da cidade é a igreja da Assunção da Bem-Aventurada Virgem Maria em estilo neogótico, construída entre 1901 e 1903.
Edifícios de valor histórico:
- Estação ferroviária e complexo imobiliário de 1875, composto pela estação ferroviária, o antigo prédio dos correios e telégrafos, residências de trabalhadores ferroviários, prédios técnicos e anexos; em 2015–2016, o prédio foi reformado
- Edifícios residenciais na rua Ogrodowa com mais de 200 anos,
- Prédio da antiga pousada Kożyczkowski, que data de 150 anos atrás,
- Celeiro e uma casa de habitação — um resquício de uma fábrica fundada em 1340
- Edifícios residenciais na rua Józefa Poniatowskiego das décadas de 1920 e 1930
- Complexo do parque senhorial nas ruas Parkowa e Gajowa, composto por uma casa senhorial e um parque da primeira metade do século XIX
- Complexo da mansão-parque na rua Rzeczna, do final do século XIX
- Cemitério de sepulturas em caixotes (atualmente em fase de pesquisa arqueológica)

Atrações turísticas:
- Ponto de observação a aproximadamente 70 m acima do nível do mar (rua Jara) com vista para a Baía de Puck e a península de Hel, com 204 degraus que levam até ele
- Biblioteca Pública Municipal na rua Hieronima Derdowskiego, com uma exposição permanente de esculturas folclóricas de Izajasz Rzepa (madeira, policromada), pinturas a óleo e bordados, além de obras poéticas.
- Centro Comunitário Municipal em Reda ( rua Łąkowa, 59 A)
- Galeria de arte de rua em dois túneis (sob a rua Gdańska — túnel que leva à estação ferroviária e rua Gniewowska — túnel sob os trilhos da ferrovia que leva ao conjunto habitacional Buczka) e na rotatória de ônibus no final da rua 12 Marca (bairro — Nowe Betlejem)
- Escultura de árvore do “Grupo folclórico de Redzan” (cruzamento da rua Wiejska com a rua Wiśniowa), bem como esculturas de madeira das “Cassúbios e cassúbias” no Parque Municipal da Família às margens do rio Reda (rua Łąkowa)
- Parque Municipal no rio Reda, rua Łąkowa
- Parque aquático na rua Morskiej

### Trilhas turísticas

#### Caminhada
As seguintes trilhas de caminhada passam por Reda ou seus arredores:
- Trilha de caminhada azul “Trilha ao longo da borda de Kępa de Puck” — a trilha tem 33,3 km de extensão e vai de Puck até Wejherowo, passando por Rzucewo, Osłonino, Mrzezino e Reda[20]
- Trilha preta “Trilha Zagórska Struga” — a rota tem 57 km de extensão e vai de Wejherowo, passando por Zbychowo, Rumia e os distritos de Gdynia até Gdynia Wzgórza św. Maksymiliana.[21]

#### Ciclismo
Há duas ciclovias em Reda: uma segue pela rua Kazimierska e depois pela rua Obwodowa. A outra segue pela rua Morska. Há uma trilha de ciclismo turístico que atravessa a cidade, de Wejherowo via Kazimierz até Rumia. Ela é mal sinalizada e sua rota é marcada por ruas comuns. Fora da cidade, a trilha passa por lajes de concreto temporárias ou estradas não pavimentadas. A rota aproximada da trilha pela cidade (de Wejherowo): rua 12 Marca, avenida Lipowa, rua Brzozowa, rua Kazimierska, rua Mostowa.

#### Motorizada
As seguintes rotas turísticas para turistas motorizados passam por Reda:
- Trilha turística amarela “Trilha Morska” — a trilha tem 57 km de extensão e leva de Reda por Puck, Gnieżdżewo, Swarzewo, Władysławowo, Chałupy, Jastarnia e Jurata até Hel.[22]
- Trilha turística vermelha “Trilha cassúbia” — essa trilha tem 78 km de extensão e vai do vilarejo de Piaśnica Wielka passando por Wejherowo, Reda, Osłonino, Rzucewo, Puck, Połczyno, Mechowo e Starzyno até Krokowa.[22]
- Trilha turística azul “Trilha à beira-mar” — a rota tem 65 km de extensão e vai de Reda a Puck, Gnieżdżewo, Rozewie, Jastrzębia Góra, Karwia, Krokowa, Starzyno e Połczyno de volta a Reda.[22]

#### Água
Há uma rota de passeio de canoa por Reda no rio Reda, no fundo do vale proglacial Reda-Łeba. Ela foi mapeada desde o vilarejo de Zamostne até a foz na Baía de Puck. A canoagem nesse rio ocorre intermitentemente devido aos inúmeros obstáculos, que obrigam a contorná-los por terra.

## Educação

### Jardins de infância
| jardim da infância                      | data da criação | tipo de escola                | endereço              |
| --------------------------------------- | --------------- | ----------------------------- | --------------------- |
| Jardim de infância “Academia Sr. Kleks” | 01-09-2011      | jardim de infância particular | rua Gniewowska 4      |
| Jardim de infância “Przy Park”          | 01-09-2011      | jardim de infância particular | rua Łąkowa 27         |
| Jardim de infância “Przygoda”           | 01-04-2005      | jardim de infância particular | rua C. Norwida 59     |
| Jardim de infância “Anjo da Guarda”     | 01-09-2009      | jardim de infância particular | rua Łąkowa 70         |
| Jardim de infância “Calineczka”         | 01-09-2010      | jardim de infância particular | rua J. Brzechwy 1b/5  |
| Jardim de infância “Wesołe Smyki”       | 01-09-2015      | jardim de infância particular | rua H. Derdowskiego 5 |

### Escolas de ensino fundamental
| escola                                          | patrono                       | data da criação | tipo de escola                                             | endereço              |
| ----------------------------------------------- | ----------------------------- | --------------- | ---------------------------------------------------------- | --------------------- |
| Escola primária n.º 2                           | Pequena Tricidade da Cassúbia | 01-09-1964      | escola pública                                             | rua A. Zawadzkiego 12 |
| Escola primária n.º 3 no Complexo Escolar n.º 2 | Stefan Żeromski               | 03-09-1962      | escola pública                                             | rua Brzozowa 30       |
| Escola primária n.º 4 no Complexo Escolar n.º 1 | Kazimierz Pruszkowski         | 01-09-1988      | escola pública                                             | rua Łąkowa 36/38      |
| Escola primária n.º 5                           | Jan Drzeżdżon                 | 01-09-1993      | escola pública                                             | rua Rekowska 36       |
| Escola primária n.º 6                           | João Paulo II                 | 01-09-1999      | escola pública                                             | rua Gniewowska 33     |
| Escola primária                                 | Tony Halik                    | 01-09-1992      | escola particular com os privilégios de uma escola pública | rua C. Norwida 59     |

### Escolas de ensino médio
| escola                                                          | patrono                  | data da criação | tipo de escola   | endereço         |
| --------------------------------------------------------------- | ------------------------ | --------------- | ---------------- | ---------------- |
| Escola Secundária Geral no Complexo Escolar do Condado          | –                        | 01-09-1994      | szkoła publiczna | rua Łąkowa 38    |
| Escola Profissionalizante Básica no Complexo Escolar do Condado | Terra do Mérito Cassúbio | 01-09-1990      | escola pública   | rua Łąkowa 36-38 |
| Escola Secundária Geral Complementar para Adultos               | –                        | ?               | escola pública   | rua Łąkowa 36/38 |

## Escolas de ensino superior
| escola                                                            | data da criação | tipo de escola    | endereço         |
| ----------------------------------------------------------------- | --------------- | ----------------- | ---------------- |
| Escola de nível superior para adultos                             | ?               | escola pública    | rua Łąkowa 36-38 |
| Escola de contabilidade para adultos                              | ?               | escola particular | rua Łąkowa 36-38 |
| Escola de Administração e Serviços Sociais                        | ?               | escola particular | rua Łąkowa 36-38 |
| Escola de agroturismo “Darżlubia”                                 | ?               | escola particular | rua Łąkowa 36-38 |
| Escola de Administração, Comércio e Marketing                     | ?               | escola particular | rua Łąkowa 36-38 |
| Curso de Geodésia e Cartografia                                   | ?               | escola particular | rua Łąkowa 36-38 |
| Curso de informática, computação gráfica e processamento de dados | ?               | escola particular | rua Łąkowa 36-38 |

## Cultura

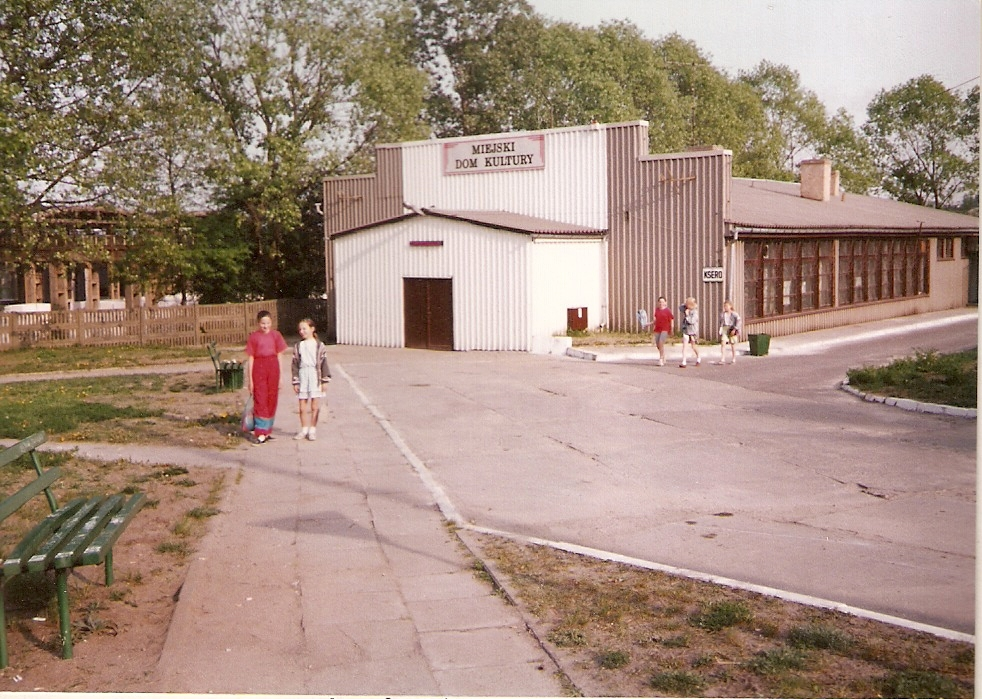
Antiga Casa Municipal da Cultura

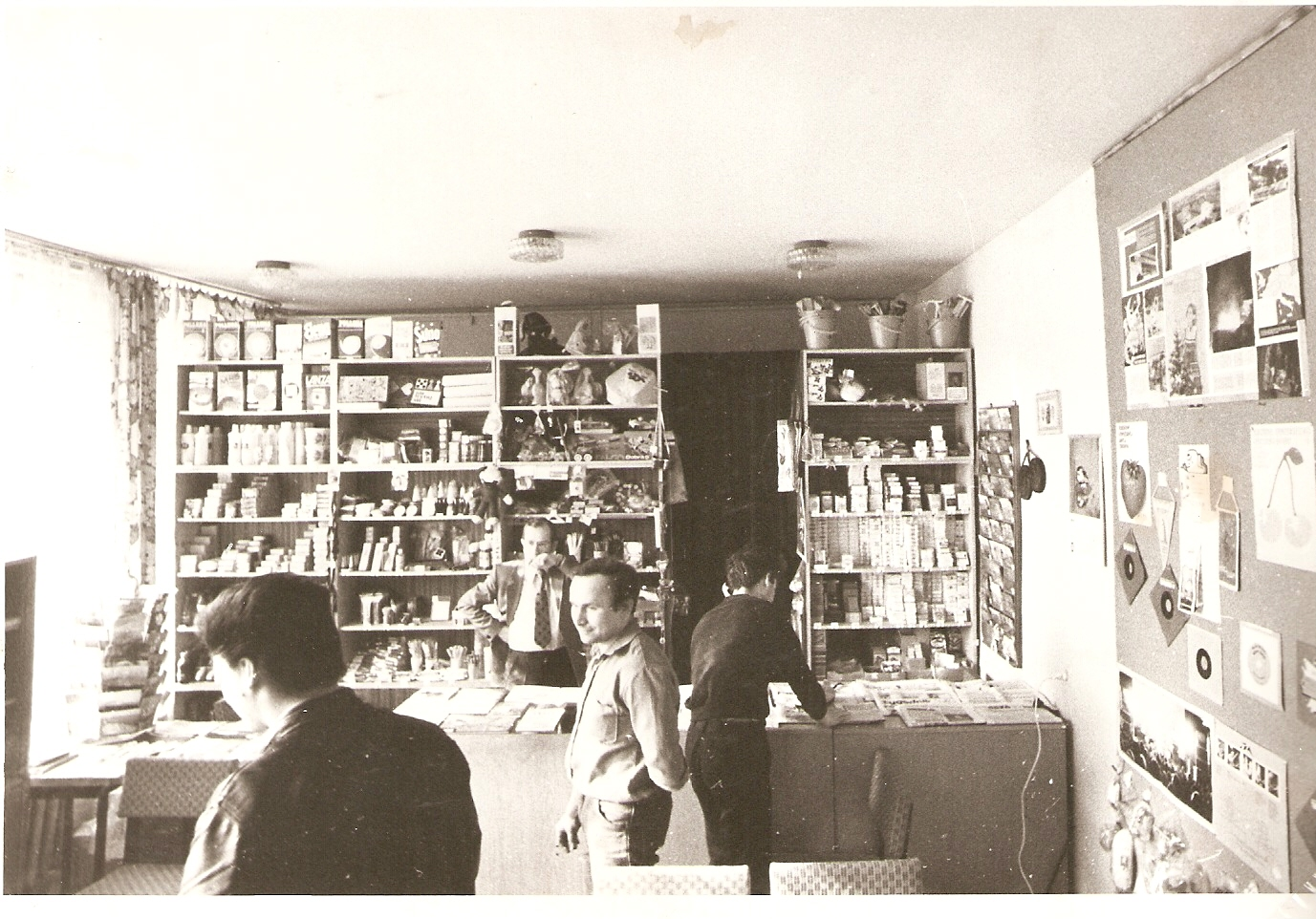
Clube de Imprensa e Livro “Ruch” (1995)

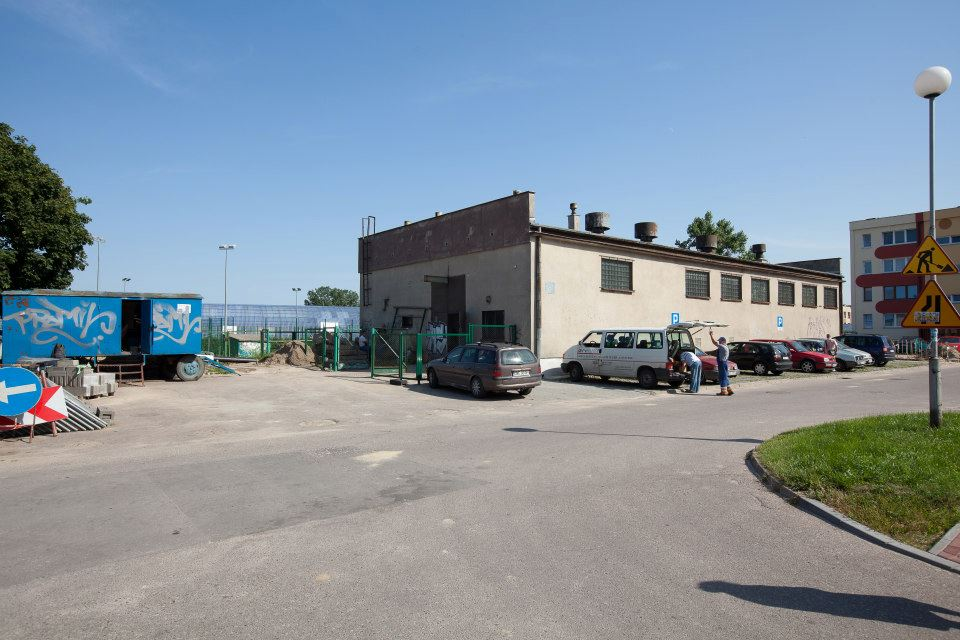
Casa Municipal da Cultura (2014)

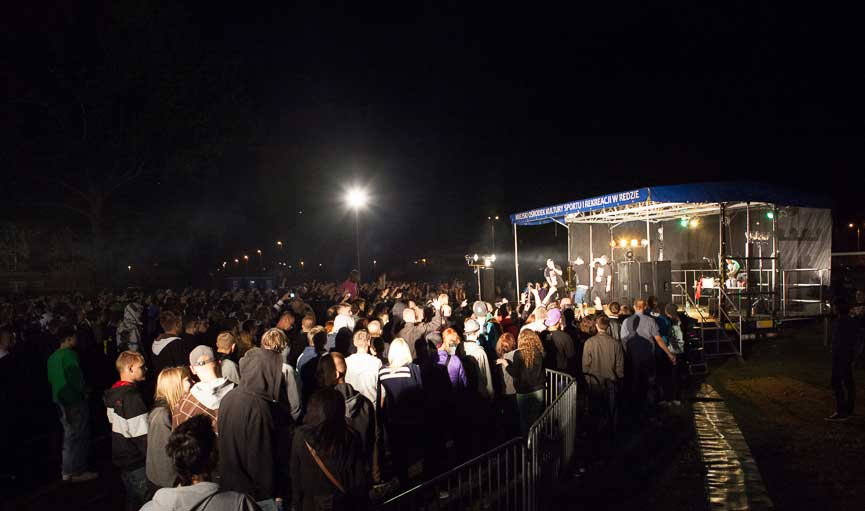
Festival de hip-hop DRAP RAP

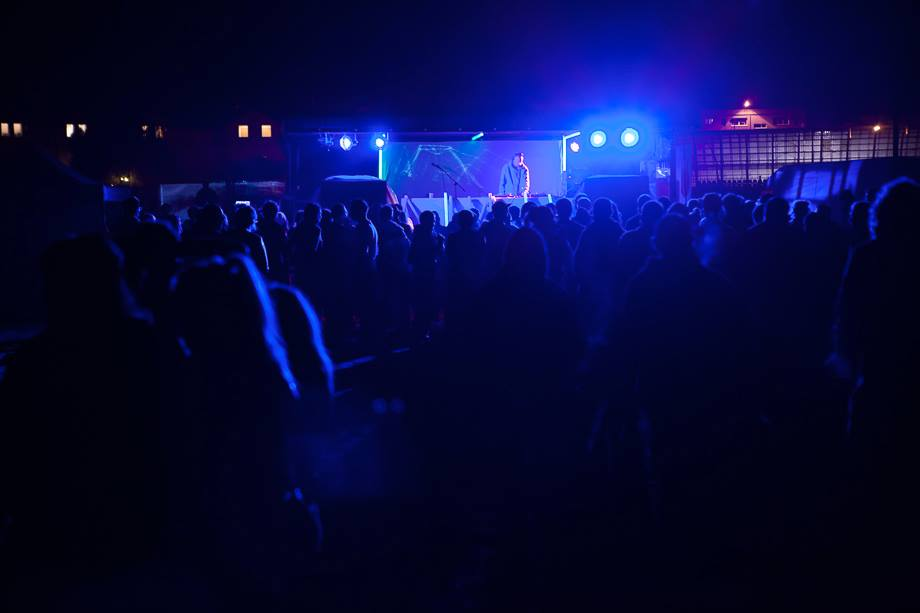
Festival de música eletrônica SUN GRASS em Reda

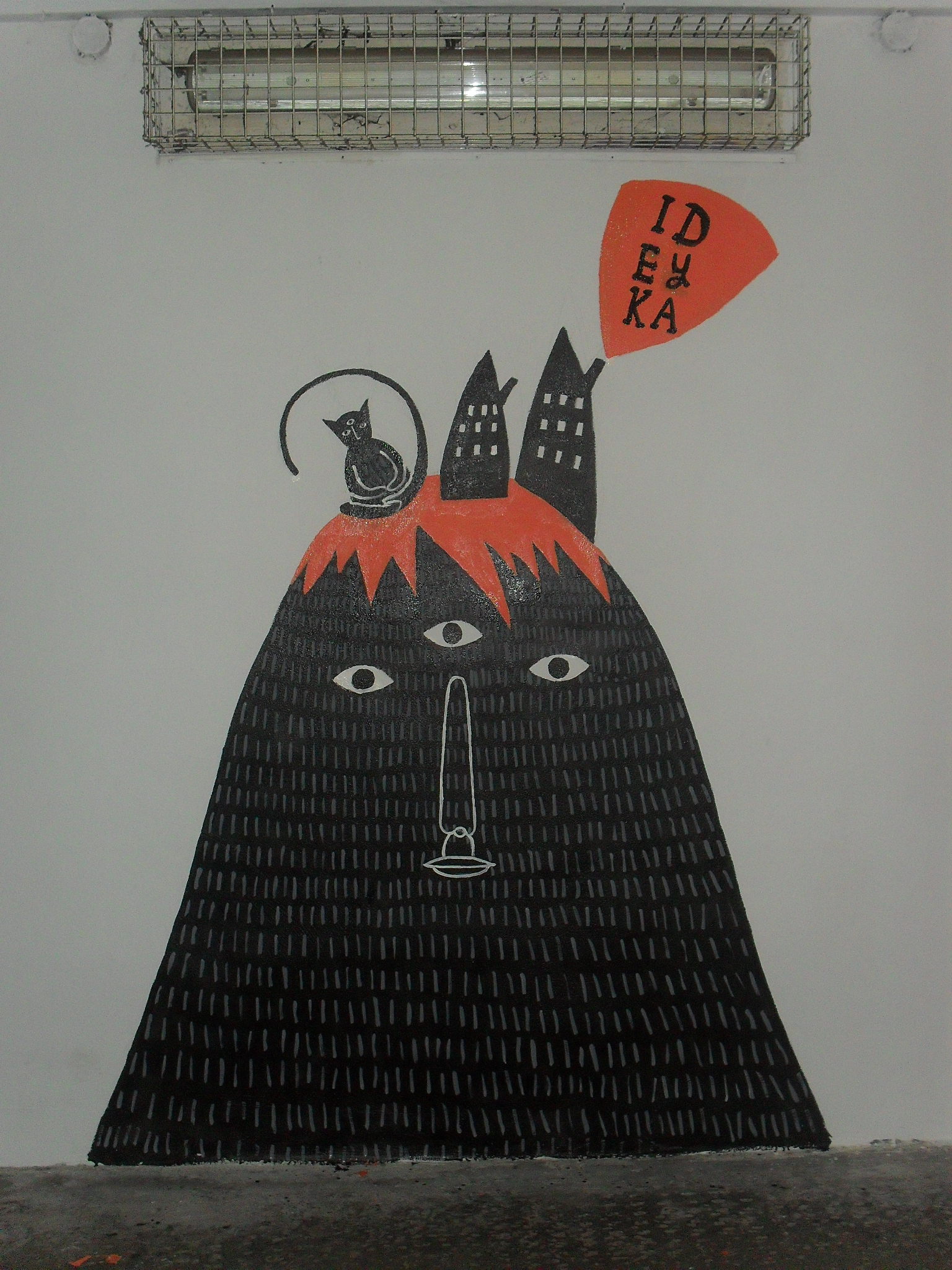
Um dos murais no túnel sob a rua Gdansk, feito em 2011

### O problema da língua cassúbia
No século XX, a maioria dos habitantes nativos de Reda era cassúbia, e o cassúbio era o idioma nativo. Hoje, a população cassúbia é minoria em termos percentuais. Isso se deve ao aumento do assentamento de poloneses de outras áreas da Polônia desde a década de 1990. Um problema significativo é o desaparecimento do idioma cassúbio em Reda. Ele é falada principalmente pelos residentes mais velhos de Reda, nascidos antes da década de 1970. Uma proporção menor de falantes de cassúbio são residentes com idade entre 20 e 40 anos. O cassúbio é ensinado na escola primária Jan Drzeżdżon n.º 5 em Reda (Rekowo Dolne), mas isso não é suficiente para preservar o patrimônio cultural de Reda.

### História

#### Casa de Cultura Municipal
A primeira Casa Municipal da Cultura em Reda foi fundada em 1961 na rua Gniewowska, 5. Originalmente, consistia em um auditório que abrigava um cinema, uma sala de clube (desde 1962, o primeiro clube de imprensa e livros “Ruch” do condado), uma sala de televisão, o escritório do gerente e duas outras salas, uma das quais era ocupada por uma biblioteca. Era equipada com material audiovisual e musical (incluindo um violão e uma bateria).
Foi abolida por uma resolução do Conselho Municipal em dezembro de 1995. “(...) Durante uma sessão do conselho em 2 de julho de 1996, foi enfatizado que o Comitê de Educação, Cultura, Esporte e Lazer era contra a abolição dessa instalação. Vários vereadores também se opuseram, mas as autoridades chamaram a atenção principalmente para as más condições da instalação, que o corpo de bombeiros havia ordenado que fosse fechada ou completamente modernizada. No final, 16 conselheiros votaram a favor da resolução para liquidar a Casa Municipal da Cultura, 3 votaram contra e 1 se absteve” História de Reda, editado por Jerzy Treder, publicado pelo Museu de Literatura e Música Cassúbio-Pomerana, Wejherowo 2006.
Graças à instalação da Casa Municipal da Cultura em Reda, as perspectivas da vida cultural começaram a ser discutidas com mais frequência, o que levou à adoção de um programa de desenvolvimento cultural a ser implementado em 1964. Uma avaliação de sua implementação foi feita em uma sessão do Conselho Nacional Municipal em 26 de maio de 1967. No mesmo ano, foi iniciada a reforma geral do prédio cultural. Em 1974, a intenção era construir uma nova infraestrutura para o centro cultural, mas, infelizmente, esse plano não foi realizado.
Um dos maiores eventos que a Casa Municipal da Cultura sediou na cidade foi o Festival Internacional de Folclore dos Povos do Norte, organizado pelo Centro Cultural do Mar Báltico em Gdansk.
Após a liquidação da Casa Municipal da Cultura na rua Gniewowska, a cultura foi incorporada às estruturas do Centro Municipal de Esportes e Recreação, que passou a se chamar Centro Municipal de Esportes e Recreação - foi assim que o Departamento de Cultura foi criado.
Em 1 de outubro de 2013, o Centro Cultural Municipal em Reda foi restabelecido com sua sede na rua A Łąkowa, 59.
A nova sede do centro cultural está localizada na antiga casa de trocadores da Companhia Municipal de Aquecimento e Comunitária “Koksik” batizada de Fábrica da Cultura. Em 2019, foram iniciadas as obras de reforma e ampliação das instalações, que incluíram mais escritórios e espaço de armazenamento e um auditório novo e maior. Esse também foi o ano em que o nome foi alterado de Centro Cultural Municipal para Fábrica da Cultura por uma decisão do Conselho da Cidade.

#### Cinema
O cinema "Zacisze" estava localizado no auditório do Centro Cultural Municipal, na rua Gniewowska, 5. Foi inaugurado em 9 de abril de 1964 e fechado com o Centro Cultural Municipal em 1996. Era equipado com uma tela panorâmica. Em 1968, houve 12012 visitantes, um número que aumentou ano após ano.

### Organizações não governamentais
- Associação de Criadores de Arte e Artesanato “Kunszt”.
- Associação Nowe Betlejem
- Associação dos Amigos da Biblioteca
- Associação de Bibliotecários Poloneses
- Universidade da Terceira Idade da Biblioteca Pública
- Associação Cassúbio-Pomerana, filial de Reda
- Sociedade de amizade e cooperação franco-polonesa em Reda
- Grupo folclórico de Redzanie

## Língua
Os habitantes de Reda falam principalmente polonês, com uma proporção menor falando também o cassúbio.
Conforme o Censo Nacional de 2011, Reda é classificada como um município onde pelo menos 10% dos residentes falam cassúbio.

## Comunidades religiosas
- Igreja Católica de Rito Latino (forania de Reda):
  - Paróquia da Assunção da Bem-Aventurada Virgem Maria, rua Gdańska 3[28]
  - Paróquia de Nossa Senhora do Perpétuo Socorro, rua Kościelna 18[29]
  - Paróquia de Santo Adalberto, rua Nowa 3[30]
  - Paróquia de Santo Antônio de Pádua, rua F. Fenikowskiego 4[31]
- Testemunhas de Jeová:
  - Igreja em Reda (Salão do Reino, rua Spółdzielcza, 20)